# 国際連合安全保障理事会決議154
国際連合安全保障理事会決議154（こくさいれんごうあんぜんほしょうりじかいけつぎ154、英: United Nations Security Council Resolution 154, UNSCR154）は、1960年8月23日に国際連合安全保障理事会で全会一致で採択された決議である。中央アフリカ共和国の国連加盟申請を検討し、同国の加盟承認を総会に勧告した。